# 洪柱元
永安尉 洪柱元（韓語：연안위 홍주원 1606年 ~ 1672年），為朝鮮宣祖與仁穆王后之嫡長女貞明公主的丈夫；禮曹參判洪霙之子， 文忠公李廷龜的外孫。 本貫豐山， 字建中， 號無何。思悼世子的嬪宮惠慶宮洪氏與正祖的後宮元嬪洪氏及大臣洪國榮皆是他與貞明公主的後代。

## 生平
幼年時期受教於外祖父李廷龜與金瑬兩人，及冠後參加鄉試及格。1623年9月26日， 通過柬擇與貞明公主成婚， 次日，受封崇德大夫永安尉 婚後，因仁穆大妃下賜御乘馬而受到當時司諫院的諫爭。 1624年，李适之亂時，與右議政申欽、西平府院君韓浚謙等人一起護衛仁穆大妃與仁烈王后有功而官位晉升。 1629年，仁祖封洪柱元之父洪霙為禮曹參判，1631年，因仁穆大妃健康狀況不佳，仁祖為了使大妃歡心，又晉升洪柱元官職。 其後，1647年10月4日至1648年2月27日止，任清朝謝恩使職位， 1649年孝宗即位後，任命為「告訃請諡請承襲正使」。 1672年病逝，諡號文懿。

## 家庭
- 祖父 ：大司憲 贈 領議政 都憲公 洪履祥（1549~1615）
- 祖母 ：宣務郞 金顧言之女 安東 金氏（1554~1616？）
  - 父 ：禮曹參判 洪霙（1584~1645）
- 外祖父 ：左議政 文忠公 李廷龜（1564∼1635）
- 外祖母 ：禮曹判書 權克智（1538~1592）之女 安東 權氏（1569∼1637）
  - 母 ： 延安 李氏
    - 妻 ： 朝鮮宣祖之嫡長女 貞明公主（1603~1685）
      - 子 ：洪台望（1625~？） 夭折
      - 子 ：禮曹判書 貞簡公 洪萬容（1631~1692）
      - 子媳 ：宋時吉之女 礪山 宋氏
        - 孫 ： 洪重箕
        - 孫 ： 洪重範
        - 孫 ： 洪重衍
        - 孫 ： 洪重福
        - 孫 ： 洪重疇

      - 子 ： 吏曹左郞 洪萬衡（1633~1670）
      - 子媳 ：贈 領議政 閔光勳之女 驪興 閔氏
        - 孫 ： 洪重模
        - 孫 ： 洪重楷

      - 子 ： 洪萬熙（1635~1670）
      - 子媳 ： 黃沇之女 昌原 黃氏
      - 子 ： 洪台亮（1637~？） 夭折
      - 子 ： 洪台六（1639~？） 夭折
      - 女 ： 洪台妊（1641~？）
      - 女婿 ：曺殿周（1640~1696）
      - 子 ： 洪萬懷（1643~1710）
      - 子媳 ：贈 領議政 寧安君 洪命一之女 南陽 洪氏

## 相關影視作品及演員
- 《華政》MBC， 2015年4月~9月， 演員：徐康俊（成年）， 尹燦英（少年）， 崔權洙（幼年）

## 註腳
1. ↑  《국역 국조인물고》 卷6 國戚洪柱元碑銘
2. 1 2  《朝鮮王朝實錄》 仁祖 卷3, 元年(1623年) 9月 26日 第1回記事
3. ↑  洪柱元→洪萬容→洪重箕→洪鉉輔→洪鳳漢→獻敬懿皇后(惠慶宮洪氏)
4. ↑  洪柱元→洪萬衡→洪重楷→洪良輔→洪昌漢→洪樂春→洪國榮/元嬪洪氏
5. ↑  《朝鮮王朝實錄》 仁祖 卷3, 元年(1623年) 9月 27日 第3回記事
6. ↑  《朝鮮王朝實錄》 仁祖 卷3, 元年(1623年) 12月 7日 第3回記事
7. ↑  《朝鮮王朝實錄》 仁祖 卷4, 2年(1624年) 2月 8日 第1回記事
8. ↑  《朝鮮王朝實錄》 仁祖 卷21, 7年(1629年) 10月 30日 第4回記事
9. ↑  《朝鮮王朝實錄》 孝宗 卷1, 即位年(1649年) 5月 14日 第2回記事